# 六哨乡
六哨乡是中国云南省昆明市寻甸回族彝族自治县下辖的一个乡。

## 行政区划
六哨乡共辖11个行政村，分别是：
板桥村、柏栎村、横河村、马鞍山村、恩甲村、拖期村、五村村、五星村、大村村、龙泉村、龙街村。